# Donald Spoto
Donald Spoto (* 28. Juni 1941 in New Rochelle, New York; † 11. Februar 2023 in Køge, Dänemark) war ein US-amerikanischer Theologe und Biograf, vor allem bekannt für seine Bücher über berühmte Hollywood-Persönlichkeiten wie Alfred Hitchcock, Marilyn Monroe oder Grace Kelly. Mehrere seiner Werke wurden über die Jahre verfilmt; zuletzt unterrichtete Spoto gelegentlich am Dänischen Filminstitut.

## Biografie
Donald Spoto wurde als Sohn des Werbefachmanns Michael G. Spoto und seiner Frau, PR-Assistentin Anne Spoto, geboren. Am Iona College und später an der Fordham University absolvierte er sein Studium, von 1966 bis 1986 unterrichtete er an der Fairfield University Theologie und Religionsfächer. Danach gab er Schauspielunterricht an der New School for Social Research. In dieser Zeit begann Spoto zu schreiben und veröffentlichte 1976 seine erste Biografie, über den Filmemacher Alfred Hitchcock, mit dem Namen The Art of Alfred Hitchcock. Er arbeitete noch an der University of Southern California und war Dozent am British Film Institute und National Film Theatre.
Spoto veröffentlichte insgesamt 29 Biografien, darunter über Ingrid Bergman, Alan Bates, Tennessee Williams, Marlene Dietrich, Laurence Olivier, Audrey Hepburn, Elizabeth Taylor, Lotte Lenya, James Dean und Marilyn Monroe. Die Biografie Grace Kellys veröffentlichte er auf ihren Wunsch hin erst 25 Jahre nach ihrem Tod. Sein Buch über First Lady Jaqueline Kennedy wurde später von HBO und BBC verfilmt, woran er sich als Produzent beteiligte. Im Jahr 2000 veröffentlichte die BBC The Girl, einen Film über die Erlebnisse der Schauspielerin Tippi Hedren beim Dreh von Hitchcocks Die Vögel, basierend auf Spotos Buch über den Regisseur. Neben vielen Biografien über Künstler und Schauspieler des 20. Jahrhunderts verfasste er auch Biografien über Jesus von Nazaret, Franz von Assisi und Jeanne d’Arc.
Spoto war seit 2003 Gastdozent am Dänischen Filminstitut und lebte mit seinem Ehemann Ole Flemming Larsen in der Nähe von Kopenhagen. Er war Mitglied des Authors Guild und der Authors League of America.

## Bibliografie (Auswahl)
- The Art of Alfred Hitchcock. Doubleday Anchor. 1976, revidiert 1999.

Alfred Hitchcock und seine Filme. Heyne, München 1999, ISBN 978-3-453-15746-0.
- Stanley Kramer, Film Maker. G. P. Putnam's Sons. 1978.
- Camerado: Hollywood and the American Man. Plume. 1978.
- The Dark Side of Genius: The Life of Alfred Hitchcock. Little, Brown & Co. 1983.

Alfred Hitchcock, Die dunkle Seite des Genies. Heyne, München 1986, ISBN 3-453-55146-X.
- The Kindness of Strangers: The Life of Tennessee Williams. Little, Brown & Co. 1985.
- Falling in Love Again: Marlene Dietrich. Little, Brown & Co. 1985.
- Lenya: A Life. Little, Brown & Co. 1989.
- Madcap: The Life of Preston Sturges. Little, Brown & Co. 1990.
- Laurence Olivier: A Biography. HarperCollins. 1992.

Sir Laurence Olivier: eine Biographie. Heyne, München 1992, ISBN 978-3-453-05596-4.
- Blue Angel: The Life of Marlene Dietrich. Doubleday. 1992.
- Marilyn Monroe: The Biography. Harper Collins. 1993.

Marilyn Monroe. Die Biographie. Wilhelm Heyne Verlag, München 1994, ISBN 3-453-08276-1.
- A Passion for Life: The Biography of Elizabeth Taylor. HarperCollins. 1995.

Ein leidenschaftliches Leben, Elizabeth Taylor : eine Biographie. Parnas Verlag, Berlin 1996, ISBN 978-3-931677-00-8.
- The Decline and Fall of the House of Windsor. Simon & Schuster. 1995. Auch veröffentlicht als: Dynasty: The Turbulent Saga of the Royal Family from Victoria to Diana.

Die Windsors. 200 Jahre Skandale und Affären. Heyne, München 1997, ISBN 978-3-453-13186-6.
- Rebel: The Life and Legend of James Dean. HarperCollins. 1996.
- Diana: The Last Year. Random House. 1997.

Diana. Ihr letztes Jahr. Kabel Verlag, Hamburg 1997, ISBN 978-3-8225-0464-2.
- Notorious: The Life of Ingrid Bergman. HarperCollins. 1997.

Ingrid Bergman. Verlag Von Schröder, München 1998, ISBN 978-3-547-78672-9.
- The Hidden Jesus: A New Life. St. Martin's Press. 1998.

Jesus, der Mann aus Nazareth: sein Leben, seine Bedeutung, seine Geheimnisse. Europa Verlag, Hamburg 1999, ISBN 978-3-203-82044-6.
- Jacqueline Bouvier Kennedy Onassis: A Life. St. Martin's Press. 2000.
- Reluctant Saint: The Life of Francis of Assisi. Viking Press. 2002.
- In Silence: Why We Pray. Viking Press. 2002.
- Enchantment: The Life of Audrey Hepburn. Random House/Harmony. 2006.

Audrey Hepburn: ein Leben. Krüger, Frankfurt 2007, ISBN 978-3-8105-1863-7.
- Joan: The Mysterious Life of the Heretic Who Became a Saint. HarperSanFrancisco. 2007.
- Otherwise Engaged: The Life of Alan Bates. Hutchinson. 2007.
- Spellbound by Beauty: Alfred Hitchcock and His Leading Ladies. Random House/Harmony and Hutchinson. 2008.
- High Society: The Life of Grace Kelly. Random House/Harmony. 2009.
- Possessed: The Life of Joan Crawford. Morrow. 2010.
- The Redgraves: A Family Epic. Crown. 2012.
- A Girl's Got To Breathe: The Life of Teresa Wright. University Press of Mississippi. 2016.